# Simochromis
Simochromis é um género de peixe da família Cichlidae.
Este género contém as seguintes espécies:
- Simochromis babaulti
- Simochromis diagramma
- Simochromis loocki
- Simochromis margaretae
- Simochromis marginatus
- Simochromis pleurospilus